# Sellpy
Sellpy, på bolagssidor även benämnt som Sellhelp AB, är ett svenskt e-handelsbolag grundat år 2014 av Michael Arnör, Philip Gunnstam och Oskar Nielsen, som specialiserar sig på att sälja olika typer av second hand-artiklar (främst kläder och accessoarer). Huvudkontoret för detta bolag, som sedan år 2015 är en del av klädföretaget H&M, är baserat i Stockholm, och finns förövrigt i totalt tjugofyra stycken länder runtom i EU. År 2024 hade Sellpy en omsättning på cirka 1,2 miljarder kronor.
Sellpy har under de senaste åren fått ta emot en hel del omfattande kritik, bland annat för hur dess personal har hanterat de varor som har skickats in, däribland kläder och andra accessoarer av högt värde, som har skickats in till försäljning, men som senare vid ankomsten till detta företag, har sorterats bort. En av de inskickade varor som företaget vid ett tillfälle valde att sortera bort, var en höst/vinterjacka av märket Fjällräven (värd 8 000 kronor), som personalen ansåg vara "oäkta" istället för äkta. Sellpy har dock kommit ut och besvarat denna kritik med att de beklagar allt som har hänt och uppmanat alla missnöjda kunder med att kontakta deras kundtjänst, ifall de vill ha en mer fortsatt dialog kring detta ämne.
Sellpy hade tidigare under flera år ett nära samarbete med den andra second hand-plattformen Tradera, ett samarbete som upplöstes under sommaren 2023. Anledningen till varför de bägge parterna valde att avsluta detta samarbete, var för att de kunder och användare på Tradera ansåg att Sellpys stora och breda utbud var alldeles för dominerande på hela plattformen, vilket gjorde det hela mycket svårare för både privatpersoner och andra mindre företag att nå ut med sina respektive annonser. En annan anledning till varför samarbetet avslutades, var att det även riktades kritik mot Sellpys egna betallösning, som ansågs vara alldeles för komplicerad under hela köpprocessen.